# Irakli Klimiasjvili
Irakli Klimiasjvili (georgiska: ირაკლი კლიმიაშვილი), född 30 maj 1988 i Tbilisi, är en georgisk fotbollsspelare (mittfältare) som sedan 2015 spelar för Torpedo Kutaisi i Umaghlesi Liga.

## Karriär

### Klubbkarriär
Klimiasjvili inledde sin karriär i klubben WIT Georgia i sin hemstad Tbilisi år 2005. Säsongen 2008/2009 var han med och vann Umaghlesi Liga med klubben och säsongen dessförinnan slutade man tvåa i ligan. Säsongen 2009/2010 vann han med WIT den georgiska cupen och samma år den georgiska supercupen.

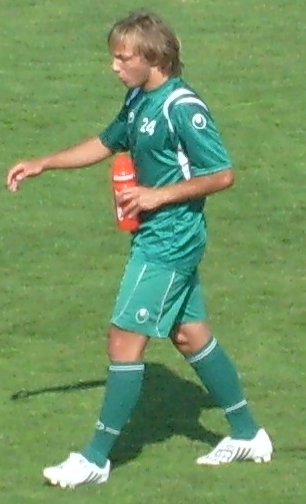
Klimiasjvili i en match för WIT Georgia sommaren 2009.

Vintern 2010 provspelade han för Tjornomorets Odessa, men han erbjöds inget kontrakt med klubben. I januari 2011 var han i kontakt med FK Krasnodar, men efter två veckor beslutade sig klubben för att inte värva Klimiasjvili.
Den 24 februari 2011 tecknade han ett kontrakt på 3,5 år med den ryska klubben Anzji från Machatjkala i Dagestan. I Anzji fick Klimiasjvili spela i ungdomslaget innan han i juli 2011 lånades ut till den uzbekiska storklubben Pachtakor Tasjkent.
I Uzbekistan var han med i den Pachtakortrupp som lyckades vinna den uzbekiska cupen säsongen 2011. I finalen mot Nasaf vann Pachtakor med 3–1, varav Klimiasjvili gjorde två mål. Klubben slutade också trea i Olij Liga samma säsong.
Under sommaren 2012 gick han till Dila Gori i Georgien.

### Internationell karriär
Den 24 maj 2008 kallades Klimiasjvili upp till Georgiens herrlandslag i fotboll och tre dagar senare debuterade han i landslaget i en vänskapsmatch mot Estland då han blev inbytt för Davit Kvirkvelia i den 76:e matchminuten.
Klimiasjvili spelade även 12 matcher för Georgiens U21-herrlandslag i fotboll mellan år 2007 och 2010.

## Prestationer
WIT Georgia
- Vinnare av Umaghlesi Liga: 2008/2009
- Vinnare av georgiska cupen: 2009/2010
- Vinnare av georgiska supercupen: 2009/2010

 Pachtakor Tasjkent
- Vinnare av uzbekiska cupen: 2011